# Presidenza del Coromandel e degli insediamenti del Bengala
La Presidenza del Coromandel e degli insediamenti del Bengala (in inglese: Presidency of Coromandel and Bengal Settlements) era una Agenzia dell'India della Compagnia britannica delle Indie orientali.

## Storia
Nel 1658 tutti gli insediamenti nel Bengala e lungo la costa del Coromandel vennero subordinati a Fort St George.
La presidenza del Coromandel e degli insediamenti del Bengala, venne così chiamata dalla costa del Coromandel e del Bengala, venne stabilita dalla compagnia per l'amministrazione del Bengala dopo l'abolizione dell'Agenzia del Bengala.
Tra il 1694 ed il 1698 l'amministrazione dei territori della presidenza venne subordinata a Madras (presidenza di Fort St. George).	
L'autorità della presidenza del Coromandel e degli insediamenti del Bengala venne ristabilita sino alla creazione della presidenza del Bengala nel 1700.